# Eusarcus incus
Eusarcus incus is een hooiwagen uit de familie Gonyleptidae.